# Immestad
Immestad är en bebyggelse norr om Brastad vid länsväg 162 i Brastads socken i Lysekils kommun. Från 2015 avgränsar SCB här en småort.